# الساندرو بوزانی
الساندرو بوزانی (به ایتالیایی: Alessandro Bausani) (زاده ۱۹۲۱-درگذشته ۲۹ مه ۱۹۸۸)خاورشناس و اسلام‌‌پژوه ایتالیایی و از مترجمان قرآن به زبان ایتالیایی بود.

## زندگی
در ۱۹۲۱ در رم به دنیا آمد. در خلال سال‌های ۱۹۶۳ تا ۱۹۸۵ در دانشگاه خاورشناسی ناپل زبان و ادبیات فارسی، همچنین ادبیات مالزیایی را فراگرفت. همزمان در دانشگاه میلان به پژوهش پیرامون جستارهای اسلامی پرداخت.
تاریخی که وی بهائی شد دقیقاً مشخص نیست ولی وی در سال ۱۹۵۵ زمانی که با یک بانوی بهائی ازدواج کرد و مراسم بر اساس آئین بهائی گرفته شد بهائی بوده‌است. عضویت وی در جامعه بهایی زمینه تحقیقات وی را تغییر داد. همچنین این موضوع در ترجمه وی از قرآن تأثیر داشت. ترجمه او از قرآن در سال ۱۹۵۵ منتشر شد.
او به بیشتر زبان‌های کشورهای اسلامی (همچون: فارسی، عربی، ترکی، اندونزیایی، اردو، پشتو) مسلط بود. وی برخی آثار محمد اقبال، خیام، جلال‌الدین محمد رومی را نیز به ایتالیایی ترجمه کرده‌است.

## آموخته ها
بوسانی ابتدا نزد همسایه ای به نام ویرجینیا واکا زبان عربی را آموخت. در سال 1942، در طول جنگ جهانی دوم، او به اندازه کافی به زبان فارسی تسلط داشت تا برنامه های رادیویی را برای رادیو روما پخش کند. در سالهای 1943-1944، زبان ترکی را زیر نظر پل مولا آموخت. او در سال 1943 دکترای خود را برای پایان نامه در نحو فارسی از دانشگاه ساپینزا رم دریافت کرد. تا سال 1949، مذهب کاتولیک خود را کنار گذاشته بود و قبل از اینکه در سال 1955 به آئین بهائی گرود، با پروتستانیسم مشغول بود.

## آثار
- مشارکت در نوشتن تاریخ ایران کمبریج[۴]
- «به ادبیات پاکستان نگاه کنید»، در Oriente Moderno، XXXVII (1957)، ص. 400-424 (بررسی ادبیات پاکستان)
- تاریخ ادبیات پاکستان. اردو، پانگیابی، سندی، بلوچی، پاسکتو، بنگالی، پاکستان، میلان، 1958 (تاریخ ادبیات پاکستان)
- مذاهب ایرانی، از زرتشت تا بهاءالله، 1959 (دین ایرانی از زرتشت تا بهاءالله)
- تاریخ ادبیات فارسی، 1960 (The History of Persian Literature)
- من فارسی، فلورانس، سانسونی، 1962 (پارسیان)
- اسلام غیر عرب، در تاریخ ادیان، تأسیس شده توسط P. Tacchi Venturi (کاملاً تجدید و ویرایش بزرگ)، تورین، 1-1970 («اسلام غیر عرب» در «تاریخ ادیان»)
- زبان های ابداع شده، رم، 1974 (مخفف و ترجمه آلمانی اولیه Geheim- und Universalsprachen: Entwicklung und Typologie، اشتوتگارت، 1973) (زبان های ساخته شده)
- بودا، چیاسو، 1973
- دایره المعارف برادران پاکی، ناپل، Istituto Universitario Orientale، 1978. (دایره المعارف برادران پاکی)
- اسلام، میلان، گارزانتی، 1980
- گل رز شرق: Tahirih، Cosenza، Tipografia Gnisci، 1980 (یک گل رز شرق)
- دیانت بهائی و وحدت نوع بشر. (آیین بهائی و یگانگی بشریت)
- مقالاتی در باب دیانت بهائی، رم، Casa Editrice بهائی، 1991 (مطالعاتی در مورد بهائی)